# New York Film Critics Circle Awards 1968
La 34ª edizione della cerimonia dei New York Film Critics Circle Awards, annunciata il 30 dicembre 1968, si è tenuta il 26 gennaio 1969 ed ha premiato i migliori film usciti nel corso del 1968.

## Vincitori

### Miglior film
- Il leone d'inverno (The Lion in Winter), regia di Anthony Harvey

### Miglior regista
- Paul Newman - La prima volta di Jennifer (Rachel, Rachel)

### Miglior attore protagonista
- Alan Arkin - L'urlo del silenzio (The Heart Is a Lonely Hunter)

### Miglior attrice protagonista
- Joanne Woodward - La prima volta di Jennifer (Rachel, Rachel)

### Miglior sceneggiatura
- Lorenzo Semple Jr. - Pretty Poison

### Miglior film in lingua straniera
- Guerra e pace (Война и мир; Voyna i mir), regia di Sergej Bondarčuk • Unione Sovietica

### Menzione speciale
- Yellow Submarine, regia di George Dunning